# 7014 Nietzsche
A 7014 Nietzsche (ideiglenes jelöléssel 1989 GT4) a Naprendszer kisbolygóövében található aszteroida. Eric Walter Elst fedezte fel 1989. április 3-án.